# The money masters
The money masters (укр. володарі грошей) — документальний фільм 1996 року, продюсером виступив Патрік Кармак, а режисером та оповідачем Вільям Стілл (William T. Still). В фільмі здійснюється історичний огляд формування сучасної економічної системи США, зокрема її монетарної та банківської систем. Фільм віддзеркалює погляди авторів на поняття: гроші, облігації, позики, а також на вплив Федеральної резервної системи на економіку.
Фільм критикує банківську справу з частковим резервуванням та аспекти контролю банківського регулювання, у тому числі ідею «Центрального банку» у формі Федеральної резервної системи. Описує історію грошей і банківської справи, як з'явилися приватні центральні банки і як вони працюють. Фільм трактує, що Закон про Федеральний резерв нібито дав безконтрольну владу створення грошей приватним банкам. Стверджується, що багатство повільно перетікає в руки банківської еліти через сплачувані відсотки. Як приклад наводиться Біржовий крах 1929 року, після якого влада федерального резерву збільшилася, а причину краху вбачають у нібито спеціально спланованої серії маржін — коллів. При цьому автори фільму не звертають увагу на те, що позичковий відсоток існував задовго до появи центральних банків, що прибуток ФРС після виплати фіксованих дивідендів зараховується до доходу бюджету США, що «маржін — колл» — стандартна процедура, яка виникає автоматично в певних умовах при маржинальній торгівлі.
У фільмі стверджується, нібито у Форт Нокс вже немає державного золота, тому що золото належить приватним банкам, як забезпечення державного боргу США. Наводяться доводи, що з часу заборони на приватне володіння золотом, його поцупили приватні банки. У фільмі також заявляється, що це золото було використано як забезпечення урядової позики, щоб вийти з Великої депресії і значна частина його пішла в закордонні банки, які використовували його для спонсорування нацистської Німеччини. У фільмі стверджується, що ФРС не є резервною системою як такою і не належить державі, а є приватним комерційним банком (як і Центральний банк Англії) і прискорює настання економічних криз, коли дозволяє приватним банкам відмовляти у видачі нових позик і одночасного вимагати виплати по вже існуючих позиках. Однак не аналізуються наслідки відмови від такої практики і дозволу видачу нових кредитів не звертаючи увагу на наявність вже існуючих.

## Основні ідеї
Творці фільму відштовхуються від ідеї, що зараз використання грошей в США веде до вигоди небагатьох багатих людей. Далі наводяться аргументи, що подібна ситуація має бути виправлена, щоб прибуток був би для суспільного блага, як це вже було протягом чотирьох періодів в минулій історії США. У результаті пропонується «Акт про грошове реформування» («The Monetary Reform Act») як законодавче вирішення проблеми. Як аргумент у фільмі наводиться безліч цитат відомих особистостей, включно з економістами, королями Англії і президентами США.
Фільм критикує банківську справу з частковим резервуванням та аспекти контролю банківського регулювання, у тому числі ідею Центрального банку у формі Федеральної резервної системи. Описує історію грошей і банківської справи, як з'явилися приватні центральні банки і як вони працюють. Фільм трактує, що Закон про Федеральний резерв нібито дав безконтрольну владу створення грошей приватним банкам. Стверджується, що багатство повільно перетікає в руки банківської еліти через сплачені відсотки. Як приклад наводиться Біржовий крах 1929 року, після якого влада федерального резерву збільшилася, а причину краху вбачають у нібито спеціально спланованої серії маржін — коллів. При цьому автори фільму не звертають увагу на те, що відсотки сплачували задовго до появи центральних банків, що прибуток ФРС після виплати фіксованих дивідендів зараховується до доходу бюджету США, що «маржін — колл» — стандартна процедура, яка виникає автоматично в певних умовах при маржинальній торгівлі.
У фільмі стверджується, що у Форт Нокс вже немає державного золота, тому що золото належить приватним банкам як забезпечення державного боргу США. Наводяться доводи, що з часу заборони на приватне володіння золотом, його поцупили приватні банки. У фільмі також заявляється, що це золото було використано як забезпечення урядової позики, щоб вийти з Великої депресії і значна частина його пішла в закордонні банки, які використовували його для спонсорування нацистської Німеччини.
У фільмі стверджується, що ФРС не є резервною системою і не належить державі, а є приватним комерційним банком (як і Центральний банк Англії), діяльність якого прискорює настання економічних криз, тому що дозволяє приватним банкам відмовляти у видачі нових позик і одночасного вимагати виплати по вже існуючих позиках. Однак у фільмі не аналізуються наслідки відмови від такої практики і дозволу видавати нові кредити не звертаючи увагу на наявність вже існуючих.
У фільмі дається інформація про колоніальні розписки, що випускалися в колоніях США і успішно виконували роль грошей в період утворення колоній і до Громадянської війни в США.
У фільмі стверджується або мається на увазі, що банкіри навмисно викликали ряд значних подій, включаючи вбивство Авраама Лінкольна, Англо-американську війну 1812 року, битву при Ватерлоо, Громадянську війну в США, революцію 1917 року в Росії, Велику депресію, вбивство Джона Кеннеді, а також робиться висновок про штучну природу світових і локальних економічних криз, в основі яких лежать свідомі маніпуляції з випуском і пропозицією грошей на ринок, а не циклічність економічного розвитку. "Війна - найкращий генератор боргів", а перехресне фінансування воюючих сторін робить фінансування військових дій безризиковим, тому що при будь-якому результаті війни один з позичальників стає переможцем.
У фільмі стверджується, що до кінця Першої світової війни, приватні банки володіли і контролювали більшість американських газет, журналів, випуск фільмів. Досягли вони цього об'єднуючи капітали, отримані від банківської справи, заснованого на системі часткового резервування. Стверджується, що ці банки впливали через підконтрольні їм ЗМІ і що цей вплив використовувався для запобігання критики фінансової монополії з боку народу.
У фільмі стверджується, що повернення економіки до золотого стандарту не відверне економічна криза. Відносний дефіцит золота робить цей метал таким товаром, яким легко маніпулювати. Менш дефіцитне срібло фактично заборонили використовувати як гроші («монетний акт 1873», який викликав обурення і був названий злочином 1873).
У висновку фільм пропагує «Акт про грошове реформування» і пропонує скасувати часткове резервування на користь 100 % -го резервування коштів. Реформу повинно очолити Міністерство фінансів США, яке має випустити безвідсоткові гроші для виплати державного боргу банкам. Це повинно відбутися протягом одного року. Після того , як держава виплатить свій борг, банки повинні будуть зберігати нові державні гроші як резерв, розмір якого повинен бути збільшений до 100 % від суми видаваних позик. Передбачається, що в результаті, не буде інфляції або незбалансованості в циркулюючій кількості грошей. Випуск нових грошей буде під контролем. Для запобігання інфляції емісія буде проводитися відповідно до демографічної статистики. Після виплати державного боргу, попередні процентні гроші будуть розподілятися урядом як повернення податків, що призвело б до скасування прибуткового податку.

## Цікаві факти
- Режисер і оповідач фільму, Вільям Стілл, був одним із висуванців від лібертаріанської партії США в президенти в 2012 році, проте поступився Гаррі Джонсону[1].
- Статтю про цей фільм декілька разів видаляли в англійській вікіпедії. На кінець лютого 2014 року в англійській вікіпедії немає відповідної статті.[2][3][4][5]
- Основні ідеї фільму були повторені і доповнені у фільмах «Піраміда боргів» (2006), Дух часу (2007), Дух часу: Додаток (2008), «Безцінний долар» (Росія, 2008), «Безцінний долар 2» (Росія, 2009).